# Дом здравља Источно Сарајево
Дом здравља Источно Сарајево је јавна здравствена установа примарне здравствене заштите у Републици Српској, Босна и Херцеговина, по организационој и кадровској структури, мрежи објеката и опремљености. Основан је 1996. године спајањем два дома здравља (Дом здравља Српска Илиџа и Српско Ново Сарајево), са одговарајућом кадровском попуном.

## Положај и размештај
Дом здравља се налази у Источном Сарајеву, Општина Источна Илиџа, Република Српска у Босни и Херцеговини, на седам локалитета и то:
- локалитет дома здравља Сељо – централни локалитет,
- амбуланта опште и породичне медицине Лукавица,
- амбуланта опште и породичне медицине Миљевићи,
- амбуланта опште и породичне медицине Тилава,
- амбуланта опште и породичне медицине Војковићи,
- амбуланта опште и породичне медицине Младичко Поље,
- центар за физикалну терапију и рехабилитацију.

## Историја
ЈЗУ Дом здравља Источно Сарајево основан је 1996. године интеграцијом два дома здравља (Дом здравља Српска Илиџа и Српско Ново Сарајево), са циљем да обавља делатност здравствене заштите становништва примарног нивоа локалних заједница Источна Илиџа, Источно Ново Сарајево и повратника у град Сарајево.
Новоизграђени део Дома здравља Источно Сарајево, у који је уложено око милион КМ, свечано је пуштен у рад  2018. године,. У њему су смештене службе Дома здравља (педијатрија и дечја стоматологија, центар за ментално здравље), Завод за медицину рада и спорта,  апотека и служба хитне помоћи (као  посебна јединица у том подручју).
Увођењем породичне медицине у оквиру Дома здравља, је формирано 14 тимова породичне медицине са задатком да организују здравствене заштите свих категорија становништва, и обезбеде здравствену заштита за 26.000 регистрованих лица.

## Намена
Јавна здравствена установа Дом здравља „Источно Сарајево“ проводи примарну и специјалистичко консултативну здравствену заштиту за велики број повратника у Кантон Сарајево и становништво општина:
- Источно Ново Сарајево ,
- Источна Илиџа”.

Као вишенаменска установа Дом здравља Источно Сарајево проводи следеће видове здравствене заштите:
- здравствене заштите становништва по моделу доктора породичне медицине,
- стоматолошку здравствену заштиту,
- у области лабораторијске дијагностике,
- хигијенско епидемиолошку здравствену заштиту,
- у области хитне медицинске помоћи,
- у области РТГ дијагностике,
- менталног здравља (ЦМЗ),
- у области физикалне терапије у заједници (ЦБР),
- у области санбдевања ампулираних лијекова и санитетског материјала,
- детета од 0 до 6 година (педијатрија) и
- жена од 15 година па више (гинекологија).

## Организација
Увођењем породичне медицине, Уунутрашња организација Дома здравља утврђена је Правилником о унутрашњој организацији и систематизацији послова и радних задатака, тако да данас у овој установи ради:
- 14 тимова породичне медицине,
- Служба породичне медицине (14 тимова)
- Служба хитне помоћи
- Служба за ментално здравље
- Гинекологија
- Педијатрија
- Стоматологија
- Лабораторија
- Радиолошка дијагностика
- Хигијенско епидемиолошка служба
- Центар базичне рехабилитације - ЦБР
- Немедиицинске службе (рачуноводство, правна служба и Јединица за квалитета).

Овај дом здравља је међу 27 здравствених установа у Републиици Српској који у свом саставу има Центар за ментално здравље и Центар за основну физичку рехабилитацију, што за грађане Општине Ново Сарајево значи посебно проширене услуге у овим областима.  
| Назив установе                                                     | Адреса                             |
| ------------------------------------------------------------------ | ---------------------------------- |
| Дом здравља „Сељо” - централни локалитет                           | Источно Сарајево, Стефана Немање 1 |
| Амбуланта породичне медицине “Лукавица 3”                          | Ново Сарајево, Стефана Немање 1    |
| Амбуланта опште и породичне медицине „Војковићи”                   | Источна Илиџа, Војводе Мишића 57а  |
| Амбуланта опште и породичне медицине Младичко Поље                 | Источна Илиџа, Дерокова 17         |
| Амбуланта опште и породичне медицине „Тилава”                      | Ново Сарајево                      |
| Амбуланта опште и породичне медицине “Миљевићи”                    | Ново Сарајево                      |
| Центар за физикалну терапију и рехабулитацију у заједници – “Кула” | Источна Илиџа, Отаџбинска 1        |
| Центар за ментално здравље – “Лукавица 3”                          | Ново Сарајево.                     |